# Salus (Unternehmen)
Die Salus Haus Dr. med. Otto Greither Nachf. GmbH & Co. KG, auch Salus, mit Sitz im oberbayerischen Bruckmühl ist ein in über 60 Ländern tätiges Unternehmen, das Naturarzneimittel herstellt.

## Geschichte
Salus wurde 1916 von Otto Greither (1867–1930) unter dem Namen Salus-Werk zur Produktion von Naturheilmitteln in München gegründet. Der Firmengründer studierte an der Universität München Medizin und erhielt 1892 die staatliche Approbation als Arzt. Eine eigene schwere Darmkrankheit veranlasste ihn zu Nachforschungen und führte schließlich zu der Erkenntnis, dass viele Erkrankungen auf einer Störung des Stoffwechsels basieren. Um diesen auf natürliche Weise zu stabilisieren, entwickelte Otto Greither 1892 die Salus-Kur, bestehend aus Tees, Ölen und einem Bauchgürtel für gymnastische Übungen. Mit der Anmietung von Räumlichkeiten in der Türkenstraße in München und dem Beginn der Eigenproduktion der Salus-Kur begründete Greither sein Unternehmen. Er produzierte und vertrieb zudem weitere Gesundheitstees, Heilmoore und Öle, die er in eigenen Reformhäusern verkaufte, den Salus Verkaufs- und Auskunftsstellen. 1928 gab es bereits 50 dieser Reformhäuser. 1929 benannte Greither das Salus-Werk in Salus Haus um und eröffnete am 15. Februar 1929 in München am Bavariaring das Salus-Kurheim für natürliche Heilweise, für Diät und Massage, für gesunde Lebensreform, das später in Tegernsee fortgeführt wurde. Später gab Greither jedoch sowohl das Ladennetz als auch das Kurheim auf.
Nach zehn Jahren zog Salus Haus in ein neues Fabrikgebäude um. 1930 starb der Firmengründer und seine Witwe führte die Geschäfte weiter bis zu ihrem Tod 1945.

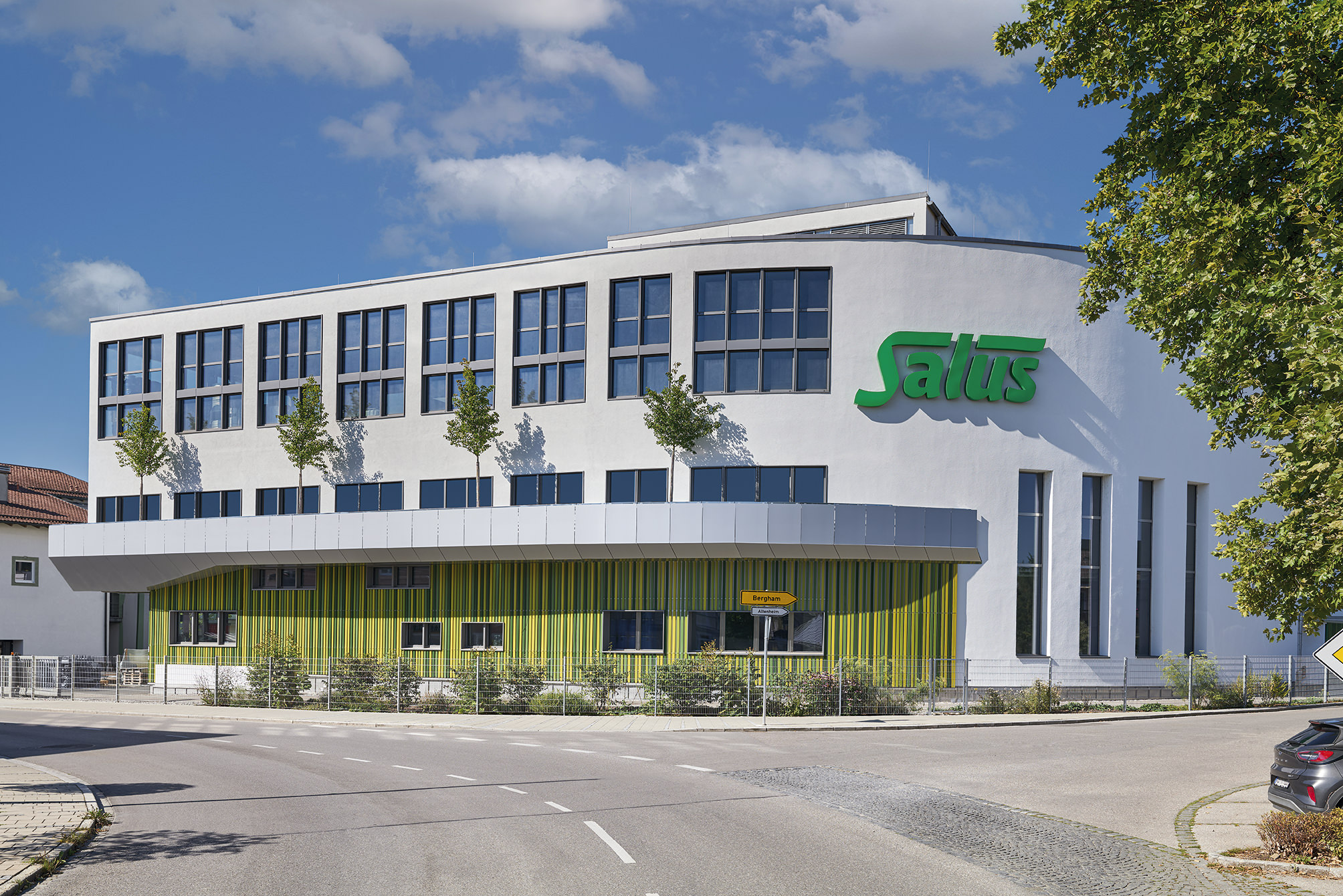
Produktionsgebäude von Salus in Bruckmühl (2022)

Während des Zweiten Weltkrieges wurden die Gebäude des Unternehmens von Bomben zerstört. 1945, nach dem Tod der Geschäftsführerin, wurde Salus von Otto Greither, dem Sohn des Firmengründers, wieder aufgebaut und fortan geleitet. 1962 stellte Salus den Pharmazeuten Heinz Schilcher von der Ludwig-Maximilians-Universität München als Leiter der wissenschaftlichen Abteilung ein, was dazu führte, dass Salus bald ein Großraumlabor baute und weitere Wissenschaftler beschäftigte. Noch im selben Jahr kaufte Greither von dem Unternehmen Wilhelm Blumenthal die Floradix Arzneimittel Fabrik in Wiesbaden, die u. a. das Floradix Kräuterblutsaft-Eisentonikum herstellte, das später das erfolgreichste Produkt von Salus wurde.
Anschließend wollte Greither mit dem Unternehmen expandieren, wurde jedoch von der Stadt München durch einen Baustopp daran gehindert. So zog der Firmensitz 1968 von München nach Bruckmühl bei Rosenheim um, wo Greither Land und ein Wasserkraftwerk kaufte. 1974 zerstörte ein Brand das Fertiglager und damit sämtliche produzierte Tees und Flüssigprodukte in Bruckmühl. Ein weiterer Brand 1986 zerstörte die gesamte Teeproduktion, inklusive der dafür benötigten Maschinen.
Im Jahr 1991 erwarb Salus das Unternehmen Walther Schoenenberger Pflanzensaftwerk, das 1927 gegründet worden war. Damals hatte der Apotheker und Naturforscher Walther Schoenenberger begonnen, in Magstadt bei Stuttgart frisch gepresste Heilkräutersäfte zu produzieren. Im Laufe der nachfolgenden Jahre kamen weitere Produkte aus den Bereichen Arznei- und Lebensmittel sowie Kosmetika hinzu.
1995 wurde das Salus Auwald-Biotop gegenüber des Salus-Firmengeländes in Bruckmühl erworben, wo die ursprüngliche Auwald-Landschaft an der Mangfall erhalten werden soll.
2015 trat der Ehemann der Urenkelin des Firmengründers, Florian Block, in die Geschäftsführung ein.

## Unternehmensstruktur
Im Jahr 2021 erwirtschaftete Salus einen Umsatz von 122 Mio. Euro und beschäftigte 464 Mitarbeiter. Der Hauptsitz des Unternehmens ist in Bruckmühl. Außerdem unterhält Salus sechs Niederlassungen außerhalb Deutschlands: in Chile, China, Großbritannien, Italien, in der Schweiz und in Spanien.
Tochterunternehmen von Salus:
- Salus Pharma GmbH, Bruckmühl
- Salus U.K. Ltd., Warrington, England
- Salus Floradix Espana S.L., El Campello (Alicante), Spanien
- Salus Bejing Trading Co. Ltd., Peking, China
- Salus Schweiz AG, Pfäffikon, Schweiz
- Mangfall Rechenzentrum GmbH, Bruckmühl
- Walther Schoenenberger Pflanzensaftwerk GmbH & Co. KG, Magstadt

## Produkte
Salus produziert Naturarzneimittel, die dem Lebensmittelrecht- und dem Arzneimittelgesetz entsprechen und medizinische Wirkstoffe enthalten. Das Unternehmen deckt den gesamten Herstellungsprozess von der Saat bis zur Ernte, über die Verarbeitung bis zur Abfüllung selbst ab. Die Produkte umfassen Tonika, Tropfen und Kapseln sowie Tees, Heilpflanzen- und Gemüsesäfte und Naturkosmetika. Insgesamt werden rund 1.000 verschiedene Artikel in Deutschland und über 60 weitere Länder vertrieben.
Das Tochterunternehmen Salus Pharma bietet seit 1977 die Naturarzneimittel und Gesundheitsprodukte der Unternehmen der Salus-Gruppe in Apotheken an. Die Unternehmen Salus Haus und Walther Schoenenberger Pflanzensaftwerk vertreiben das Sortiment der Salus-Gruppe in Reformhäusern und Biomärkten.
Zu den bekanntesten freiverkäuflichen Arzneimitteln von Salus gehören das Eisentonikum Floradix Kräuterblut und die Olbas-Tropfen (Wirkstoffe: Pfefferminzöl, Cajeputöl, Eukalyptusöl). Hinzu kommen weitere unter der Marke Schoenenberger vertriebene Säfte, die aus 33 verschiedenen Pflanzen gewonnen werden.
Seit 2022 darf Salus auf seine Arzneimitteltees nicht länger das hauseigene Biosiegel oder Angaben wie „aus ökologischem Landbau“ aufdrucken. Das Oberlandesgerichts München entschied, dass diese nicht auf die Verpackung von Arzneimitteln gehören.

### Produktion
Salus verarbeitet jährlich etwa 1.000 Tonnen Rohstoffe und verzichtet dabei grundsätzlich auf gentechnisch verarbeitete Produkte und Zusatzstoffe. Auch den Einsatz von Agrogentechnik in der Landwirtschaft und Pflanzenzüchtung lehnt das Unternehmen ab.
Nach der Nuklearkatastrophe von Tschernobyl im Jahr 1986 waren viele heimische Heilpflanzen radioaktiv belastet und deshalb für die Weiterverarbeitung ungeeignet. Aus diesem Grund verlegte Salus einen Großteil der Produktion von Kräutern und Heilpflanzen nach Chile, wo das Unternehmen seit 1991 auf drei eigenen Farmen mit 600 Hektar im Süden Chiles nach EU-Bioverordnung Anbau betreibt. Dort wachsen auch vom Aussterben bedrohte Pflanzenarten. Den Großteil der Rohstoffe bezieht die Salus-Gruppe von Fachgroßhändlern, die diese weltweit einkaufen.
Die Rohstoffe für die Frischpflanzenpresssäfte von Schoenenberger werden zu einem großen Teil direkt im baden-württembergischen Magstadt und Umgebung angebaut. Ein Teil der Rohstoffe stammt aus behördlich kontrollierten Wildsammlungen. Diese Art der Rohstoffgewinnung erhält die Pflanzenvielfalt, da die natürliche Umgebung nicht verändert wird.

## Umwelt und Ökologie
Seit 1996 nimmt die Salus-Gruppe am europäischen Umweltmanagementsystem EMAS für praktizierten Umweltschutz (Eco-Management and Audit Scheme) teil und ist Mitglied im Umweltpakt Bayern.
Der geschäftsführende Inhaber des Hauses, Otto Greither, erhielt 2003 den Titel Ökomanager des Jahres von der Wirtschaftszeitung Capital sowie dem WWF und trägt neben zahlreichen anderen Orden, wie dem Bundesverdienstkreuz 1. Klasse, auch die Bayerische Staatsmedaille für Umwelt und Gesundheit. Für das soziale Engagement in seinen Betrieben und in der oberbayerischen Gemeinde Bruckmühl erhielt Greither im Juli 2008 die höchste Auszeichnung des Freistaates Bayern – den Bayerischen Verdienstorden.
Salus ist Mitglied der Assoziation ökologischer Lebensmittelhersteller e. V. Seit 2014 ist Salus ebenfalls Mitglied in der Klimaschutz- und Energieeffizienzgruppe der Deutschen Wirtschaft e. V.
Für das Labor von Salus wurde eine klimaneutrale Wasserkühlung entworfen und installiert. Außerdem werden im Betrieb jährlich durchschnittlich 2,5 Millionen kWh Strom in eigenen Anlagen durch zwei Wasserkraftwerke und eigene Photovoltaikanlagen erzeugt. Das Betriebsgelände umfasst 82.500 Quadratmeter, nur 19 Prozent sind bebaut. Zum Unternehmen gehören ebenfalls landwirtschaftliche Versuchsflächen für biologischen Kräuteranbau und das weitgehend naturbelassene, im Jahr 1995 erschlossene Salus Auwald-Biotop mit Naturkundelehrpfad.
2014 wurde Salus vom bayrischen Umwelt- und Verbraucherschutzministerium ausgezeichnet, da es am Pilotprojekt „Vom Umweltmanagement zum Nachhaltigkeitsmanagement“ teilnahm. Im selben Jahr wurde dem Unternehmen die offizielle Anerkennung als „Klimaschutz-Unternehmen“ durch die parlamentarische Staatssekretärin Rita Schwarzelühr-Sutter aus dem Bundesministerium für Umwelt, Naturschutz, Bau und Reaktorsicherheit (BMUB) verliehen.

## Publikationen
- Michael Lang: 100 Jahre Salus. Salus Jubiläumsschrift: 1916 bis 2016. Verlag Natur & Gesundheit, 2015. ISBN 978-3-00-051565-1.